# Campo da tennis

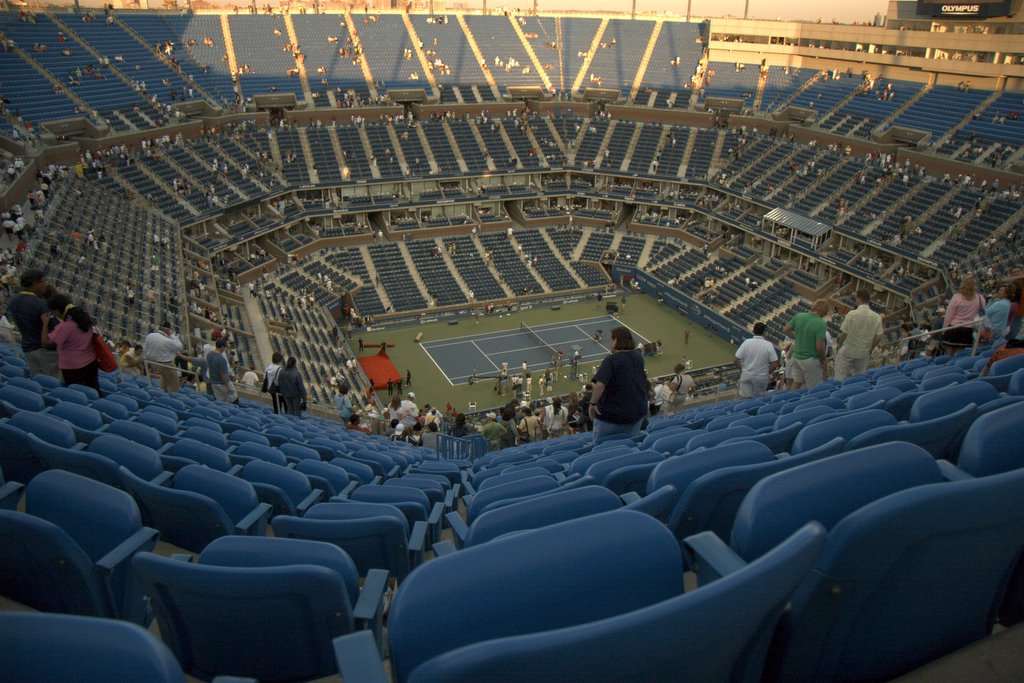
L'Arthur Ashe Stadium, dove si svolgono le più importanti partite dello US Open

Il campo da tennis è il campo di gioco per lo sport del tennis. È una superficie rettangolare, con una rete bassa tesa al centro, che può essere utilizzata per giocare sia partite di doppio che di singolare. Un campo da tennis può avere diverse superfici, ognuna con le proprie caratteristiche che influenzano lo stile di gioco dei giocatori.

## Dimensioni

Schema metrico di un campo da tennis

Il rettangolo di gioco ha le seguenti dimensioni: 23,77 m × 10,97 m, compresi i corridoi laterali che sono larghi 1,37 m e sono validi solo nelle partite di doppio. La rete divisoria ha un'altezza di 0,914 m al centro e 1,07 m ai pali di sostegno che devono trovarsi a 0,91 m fuori dal campo. Da ciascun lato della rete le linee a essa parallele sono distanti 6,40 m, delimitando le aree di servizio; subito dopo 5,49 m sono tracciate le linee di fondo. Ai lati e al fondo del campo di gioco vi deve essere spazio sufficiente per i movimenti del giocatore: rispettivamente di 3,65 m e 6,40 m per le gare internazionali e 3,05 m e 5,50 m per le gare nazionali.

## Superfici
Se le dimensioni del campo sono fissate esattamente dal regolamento, ciò che può variare da campo a campo è la superficie a contatto con i piedi. Una diversa superficie, imprimendo una diversa velocità al rimbalzo della palla, può modificare notevolmente lo stile di gioco del tennis. In particolare i tornei internazionali si giocano su superfici di tre tipi diversi:
- Superfici dure, come il cemento (utilizzato ad esempio alle ATP Finals di Torino o come il Laykold per gli US Open) o i manti sintetici (Rebound Ace, Plexicushion, DecoTurf o come il GreenSet utilizzato agli Australian Open).
- Terra battuta, come nel Roland Garros o negli Internazionali d'Italia, più raramente (specialmente negli Stati Uniti) un particolare tipo di terra denominata terra verde.
- Erba, il cui esempio più celebre è Wimbledon; a volte viene utilizzata sintetica.

### Cemento

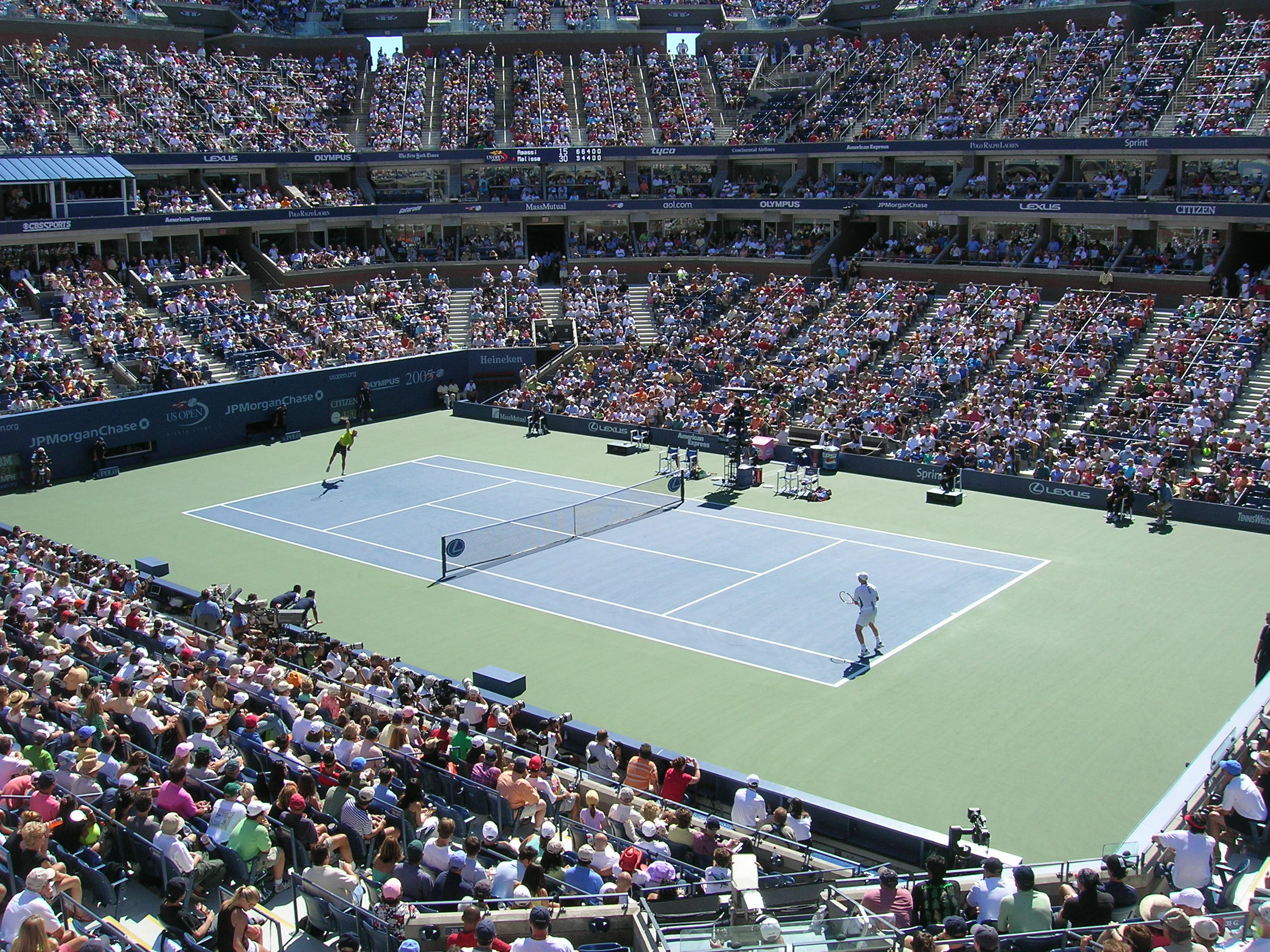
Il campo principale degli US Open l'Arthur Ashe Stadium

Il cemento è una superficie abbastanza veloce e diffusa in tutto il mondo, anche perché non necessita di alcuna manutenzione e ha un basso costo di posa in opera. Negli ultimi anni, soprattutto negli Stati Uniti, si sono diffusi diversi tipi di questa superficie, in particolare il cemento poroso che, come accade negli asfalti antipioggia, assorbe l'acqua piovana permettendole di scorrere su un manto sottostante impermeabile e inclinato, permettendo così di costruire dei campi perfettamente piani, cosa non possibile precedentemente a causa della necessità di far scorrere l'acqua verso l'esterno. Una delle principali qualità di questo manto rispetto alla terra e all'erba è l'omogeneità della superficie, che non permette alla pallina di assumere rimbalzi imprevisti. A causa della durezza e del pesante attrito che esercita sui piedi del tennista può dare problemi alle articolazioni della gamba.

### Sintetico
Con questo nome vengono definiti numerosi tipi di manto aventi in comune, appunto, la sinteticità del materiale e utilizzate, almeno nel circuito ATP, prevalentemente indoor. Spesso per "sintetico" si intende  superfici Mantoflex in resine elastiche. Le caratteristiche fisiche e tennistiche di questo manto possono variare secondo i componenti sintetici utilizzati, ma in generale si tratta di superfici più veloci della terra rossa e più lente del cemento. Hanno caratteristiche molto simili al cemento (vengono infatti categorizzate come "hard" [dure] insieme al cemento) ma risultano più elastiche, garantendo alla palla un rimbalzo leggermente più ampio e lento. Analogamente al cemento, i campi sintetici, generalmente, non necessitano di una particolare manutenzione.

### Terra battuta

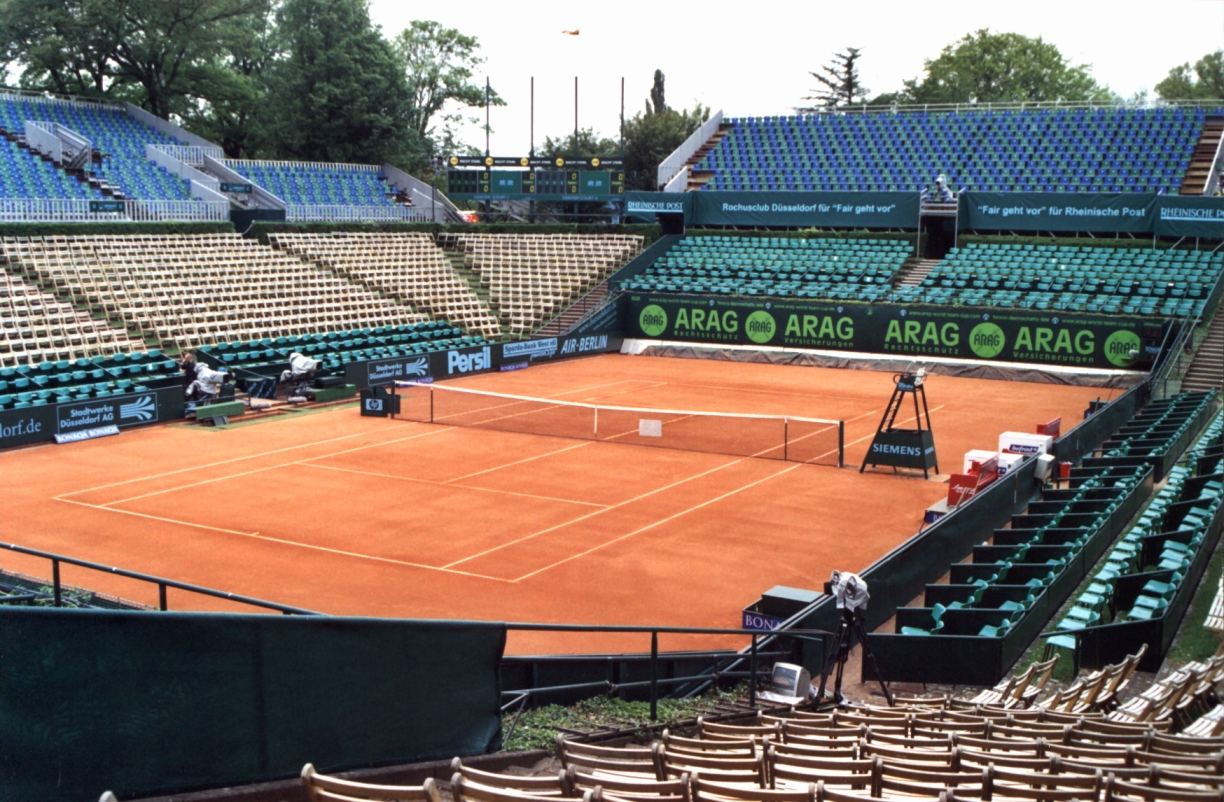
Campo in terra rossa al Rochus Club di Düsseldorf

La terra battuta, o terra rossa, è la superficie tennistica più diffusa in Europa continentale e Sud America. La sua composizione, ottenuta dalla frammentazione dell’argilla, conferisce alla palla un rimbalzo più lento rispetto ad altre superfici, favorendo lunghi scambi da fondo campo e richiedendo ai giocatori ottime capacità fisiche e strategiche. È su questa superficie che si sono affermati alcuni dei migliori specialisti della storia, come l’argentino Guillermo Vilas, il brasiliano Guga Kuerten e lo spagnolo Rafael Nadal, considerato il miglior giocatore di sempre su terra rossa. Nel circuito femminile WTA, la belga Justine Henin è riconosciuta come la più grande interprete di questa superficie. Rispetto ad altre tipologie di campo, la terra rossa necessita di maggiore manutenzione per garantire prestazioni ottimali e viene utilizzata principalmente nei tornei europei e sudamericani, incluso il prestigioso Roland Garros. Tra le varianti della terra battuta si trovano la terra verde, più veloce e diffusa negli Stati Uniti, e altre versioni meno comuni come la terra blu, utilizzata in via sperimentale al Madrid Open 2012, e la terra sintetica, progettata per ridurre le esigenze di manutenzione mantenendo caratteristiche simili alla terra tradizionale.

### Erba

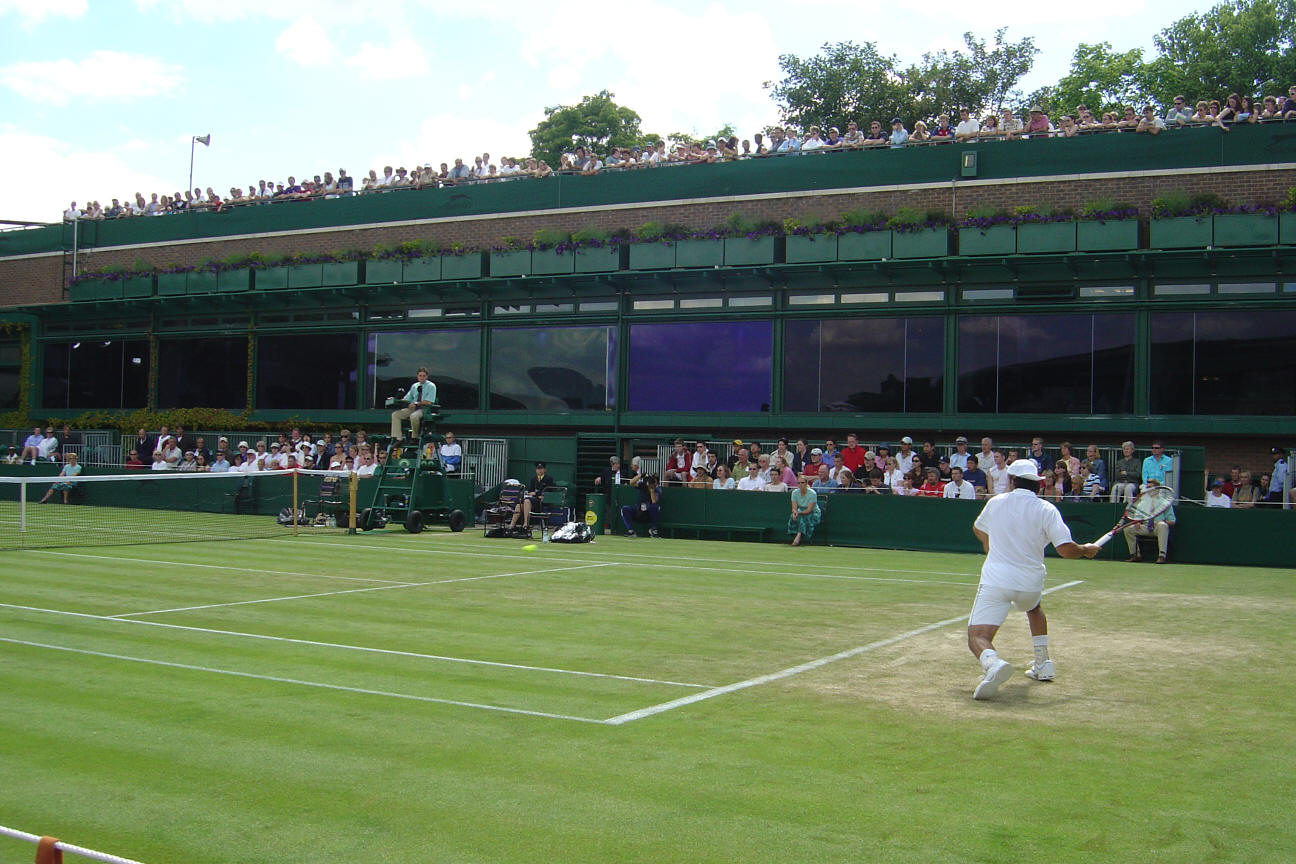
Il verde dell'erba di Wimbledon

L'erba è la più classica delle superfici tennistiche, formata da un piccolo manto d'erba su un durissimo strato terroso, necessita di una costante, impegnativa e costosa manutenzione; è diffusa infatti soltanto tra i circoli con adeguate disponibilità economiche ed è la classica superficie verde su cui si svolge il celebre Torneo di Wimbledon.
È il più veloce manto tennistico tra quelli maggiormente diffusi, in quanto imprime alla palla un rimbalzo molto basso.
Uno stile di gioco prevalentemente offensivo è il più redditizio su questo tipo di superficie, caratterizzato da scambi brevi, frequenti discese a rete e servizi vincenti mentre, al contrario, è più difficile applicare lunghi scambi da fondo campo.